# Бинарное оружие
Бина́рное ору́жие — разновидность химического оружия, боевое применение которого возможно только после реакции относительно безвредных (менее опасных при хранении и транспортировке) компонентов. Наиболее распространёнными являются бинарные химические боеприпасы, в которых токсичные вещества синтезируются из хранящихся отдельно друг от друга прекурсоров уже после выстрела (сброса). При смешивании базовых компонентов запускается химическая реакция, завершающаяся синтезом боевого ОВ. Также существуют реализованные по схожей схеме боеприпасы для различных видов кинетического и лазерного вооружения.
Бинарное химическое оружие попадает под действие «Конвенции о запрещении химического оружия» и запрещено к использованию и хранению во многих странах. Также в некоторых странах запрещено массовое производство реагентов для создания такого оружия.

## Преимущества
Преимущества бинарного боеприпаса заключается в безопасности его хранения, транспортировки и обслуживания. Даже в случае утечки одного из компонентов опасность для персонала и населения значительно ниже, чем при хранении классического химического оружия. Для кинетических боеприпасов бинарные взрывчатые смеси предотвращают детонацию в тех условиях, которые бы привели к активации классических взрывчатых смесей.

## Недостатки
Недостатком данного типа оружия является дороговизна и сложность производства бинарного боеприпаса, а также меньший (по сравнению с обычным боеприпасом) полезный вес. Если в процессе синтеза боевого вещества используется катализатор, то он безвозвратно теряется после выстрела.
В случае реактивного боеприпаса, авиабомбы или фугаса полезный вес снижают и устройства, необходимые для механического перемешивания исходных веществ. Этот недостаток не проявляется для снарядов нарезной ствольной артиллерии, где для перемешивания обычно используется энергия осевого вращения снаряда.

## Примеры
Разработка подобного оружия в США началась в 1930-х годах. Одним из вариантов оружия такого типа являлся американский артиллерийский снаряд M687. В двух его камерах, разделённых перегородкой, содержатся метилфосфонилдифторид (военное название DF, входит в Список 1 КЗХО) и смесь изопропилового спирта и изопропиламина, известная как OPA. При выстреле перегородка разрушается, и во время полета прекурсоры смешиваются и реагируют, образуя нервно-паралитический газ зарин.

## В популярной культуре
- В фильме «Бэтмен» 1989 года фигурирует химическое оружие, действующее наподобие нервно-паралитического газа, составляющие которого были добавлены антагонистом в различные потребительские товары, и приобретавшее отравляющее действие только при совпадении определённых комбинаций этих товаров, остававшихся безвредными по отдельности.
- Бинарное оружие используется в новелле Фредерика Форсайта «Дьявольская альтернатива[англ.]». В ней оно описывается как состоящее из двух половинок лекарственных капсул, одна из которых содержит цианид калия, а другая — соляную кислоту. Смешиваясь, они образуют синильную кислоту, которая постепенно разъедает стенки капсулы и через несколько часов попадает в желудочно-кишечный тракт, убивая жертву.
- В 10-й и 11-й сериях 6-го сезона сериала «Декстер» показывается приготовление и применение бинарного оружия, состоящего из двух емкостей, наполненных соответственно DF и изопропиловым спиртом. Контактируя друг с другом, эти два вещества образуют зарин.
- Некоторыми исследователями выдвигались предположения, что в 2003 году Службой внешней разведки Российской Федерации предпринимались попытки убить Бориса Березовского подобным методом[2].
- В фильме «Крепкий орешек 3» террористы используют бинарное оружие для проведения терактов в Нью-Йорке.